# العلاقات المغربية البليزية
العلاقات المغربية البليزية هي العلاقات الثنائية التي تجمع بين المغرب وبليز.

## مقارنة بين البلدين
هذه مقارنة عامة ومرجعية للدولتين:
| وجه المقارنة                                              | المغرب                                 | بليز         |
| --------------------------------------------------------- | -------------------------------------- | ------------ |
| المساحة (كم2)                                             | 710.85 ألف                             | 22.97 ألف    |
| عدد السكان (نسمة)                                         | 36.07 مليون                            | 374.68 ألف   |
| الكثافة السكانية (ن./كم²)                                 | 50.74                                  | 16.31        |
| العاصمة                                                   | الرباط                                 | بلموبان      |
| اللغة الرسمية                                             | اللغة العربية، أمازيغية معيارية مغربية | لغة إنجليزية |
| العملة                                                    | درهم مغربي                             | دولار بليزي  |
| الناتج المحلي الإجمالي (بليون دولار)                      | 109.14 مليار                           | 1.84 مليار   |
| الناتج المحلي الإجمالي (تعادل القوة الشرائية) بليون دولار | 274.06 مليار                           | 3.05 مليار   |
| الناتج المحلي الإجمالي الاسمي للفرد دولار أمريكي          | 2.88 ألف                               | 4.88 ألف     |
| الناتج المحلي الإجمالي للفرد دولار أمريكي                 | 7.49 ألف                               | 8.42 ألف     |
| مؤشر التنمية البشرية                                      | 0.628                                  | 0.715        |
| رمز المكالمات الدولي                                      | +212                                   | +501         |
| رمز الإنترنت                                              | .ma                                    | .bz          |
| المنطقة الزمنية                                           | ت ع م+01:00                            | 00           |

## منظمات دولية مشتركة
يشترك البلدان في عضوية مجموعة من المنظمات الدولية، منها:
| علم المنظمة | اسم المنظمة                        | تاريخ انضمام المغرب | تاريخ انضمام بليز |
| ----------- | ---------------------------------- | ------------------- | ----------------- |
|             | وكالة ضمان الاستثمار متعدد الأطراف | 17 سبتمبر 1992      | 29 يونيو 1992     |
|             | منظمة الشرطة الجنائية الدولية      | ?                   | ?                 |
|             | منظمة حظر الأسلحة الكيميائية       | ?                   | ?                 |
|             | منظمة التجارة العالمية             | 1995                | ?                 |
|             | الفريق المعني برصد الأرض           | ?                   | ?                 |
|             | الأمم المتحدة                      | 12 نوفمبر 1956      | 25 سبتمبر 1981    |
|             | مؤسسة التمويل الدولية              | 30 أغسطس 1962       | 19 مارس 1982      |
|             | يونسكو                             | 7 نوفمبر 1956       | 10 مايو 1982      |
|             | مؤسسة التنمية الدولية              | 29 ديسمبر 1960      | 19 مارس 1982      |
|             | البنك الدولي للإنشاء والتعمير      | 25 أبريل 1958       | 19 مارس 1982      |
|             | الاتحاد البريدي العالمي            | ?                   | ?                 |
|             | الاتحاد الدولي للاتصالات           | 1 نوفمبر 1956       | 16 ديسمبر 1981    |

## وصلات خارجية
- موقع وزارة الخارجية المغربية
- موقع وزارة الخارجية البليزية